# آل بنجفار (البيضاء)

تعديل مصدري - تعديل

آل بنجفار هي إحدى قرى عزلة ال مظفرالاسفل بمديرية البيضاء التابعة لمحافظة البيضاء، بلغ تعداد سكانها 1250 نسمة حسب تعداد اليمن لعام 2004.